# Garcinia vieillardii
Garcinia vieillardii är en tvåhjärtbladig växtart som beskrevs av Jean Baptiste Louis Pierre. Garcinia vieillardii ingår i släktet Garcinia och familjen Clusiaceae. Inga underarter finns listade i Catalogue of Life.